# Wilhelm Höpfner (Admiral)
Wilhelm Höpfner (* 22. August 1868; † 16. April 1951 in Hildesheim) war ein deutscher Konteradmiral der Kaiserlichen Marine.

## Leben

### Militärische Karriere
Wilhelm Höpfner trat am 15. April 1887 in die Kaiserliche Marine ein. Zum 20. September 1890 wurde er als Unterleutnant zur See zum Besuch eines Offizierkursus an die Marineschule kommandiert. Zum 6. August 1891 kam er dann an die Marinestation der Ostsee und wurde von hier im Oktober des gleichen Jahres zu einem Zugführerkursus auf das Artillerieschulschiff Mars kommandiert. Als Leutnant zur See wurde er 1895 Torpedoboot-Kommandant bei der III. Torpedoboots-Division. Später war er u. a. Kommandant von S 5. 1900 war er als Kapitänleutnant Führer der 2. und 3. Kompanie der I. Werftdivision und wurde im gleichen Jahr noch Kommandant von S 56. Später übernahm er S 90, welches vor der chinesischen Küste eingesetzt wurde.
Von Oktober 1907 bis September 1909 war er Erster Offizier auf der Hohenzollern. Als Fregattenkapitän war er anschließend von Oktober 1909 bis September 1910 Kommandant der Stettin. Ab September 1910 war er die Ende des Jahres im Reichsmarineamt, bevor er im Februar 1911 Chef des Stabes des Gouvernements Kiautschou wurde. Am 27. Januar 1911 wurde er in dieser Position Kapitän zur See. Im Februar 1913 wurde er als Chef des Stabes abkommandiert und war dann vom 22. September 1913 bis zum Ende der Skagerrakschlacht am 1. Juni 1916, wo das Großlinienschiff eingesetzt wurde, Kommandant der Oldenburg. In der Schlacht wurde er am 31. Mai 1916 schwer verwundet und blieb bis April 1917 daher am Skagerrak. Anschließend war er im Reichsmarineamt bis August 1917 Chef der militärischen Abteilung. Von Januar bis November 1918 war er Inspekteur der II. Marineinspektion. Am 28. April 1918 war er zum Konteradmiral befördert worden. Von Februar 1919 bis November 1919 war er Kommandant der Seewasserstraße Kaiser-Wilhelm-Kanal und war zum 17. Juli 1919 zur Disposition gesetzt worden. Zum 24. November 1919 wurde er aus der Marine verabschiedet
Bis 1918 war ihm u. a. der Rote Adlerorden 3. Klasse mit der Schleife, der Königliche Kronen-Orden 2. Klasse, das Eiserne Kreuz I. Klasse, der bayerische Militärverdienstorden III. Klasse mit der Krone und Schwertern und das Ritterkreuz 2. Klasse mit der Krone des Albrechts-Ordens verliehen worden.

### Familie
Am 15. Februar 1902 heiratete er in Buxtehude Eugenie von Weyhe (* 1876). Die Tochter Jutta war mit Adolf Freiherr von Oeynhausen verheiratet. Auf den Aufzeichnungen seiner Frau zur Schiffsreise von Wilhelmshaven nach Tsingtau basierend wurde 2013 im Blücher-Verlag ein Buch mit dem Titel Unsere Reise nach Tsingtau im Jahre 1911 herausgegeben.